# سی‌وسه‌پل
سی‌وسه‌پل یا پل الله‌وردی‌خان، پلی است با ۳۳ دهانه، ۲۹۵ متر طول و ۱۴ متر عرض، که زیرنظر الله‌وردی‌خان اوندیلادزه و با معماری استاد حسین بنا اصفهانی بر روی زاینده‌رود در شهر اصفهان و همزمان با حکومت شاه عباس صفوی ساخته شده و جای برگزاری مراسم جشن آب‌پاشان و همچنین مراسم خاج‌شویان ارامنهٔ اصفهان در دورهٔ صفویه بوده است. اندیشهٔ بنای سی‌وسه‌پل در سال ۱۰۰۸ هجری قمری و در دوازدهمین سال پادشاهی شاه عباس یکم به وجود آمد و در سال ۱۰۱۱ هجری قمری، الله‌وردی‌خان اوندیلادزه گرجی، سردار مشهور او مأمور اتمام ساختمان پل گردید. در سفرنامه‌های سیاحان اروپایی آن دوران، به برگزاری این جشن اشاره‌هایی شده است. در این جشن که در ۱۳ تیرماه هر سال برگزار می‌شد مردم با پاشیدن آب و گلاب روی یک‌دیگر در این مراسم شرکت می‌کرده‌اند. ارامنهٔ جلفای اصفهان هم مراسم خاج‌شویان خود را در محدوده همین پل برگزار می‌کرده‌اند. این پل یکی از شاه‌کارهای معماری و پل‌سازی ایران محسوب می‌شود و از زیبایی و عظمت منحصر به فردی برخودار است.
پرسی سایکس، سی‌وسه‌پل را یکی از پل‌های درجه اوّل جهان خواند، شاردن آن را شاه‌کار معماری و شگفت‌آفرین و دن گارسیا آن را از بهترین آثار معماری ایران خواند. و به قول لرد کرزن «انسان هیچ انتظار ندارد برای دیدن آنچه که روی هم رفته می‌توان آن را باشکوه‌ترین پل دنیا نامید، ناچار از مسافرت به ایران باشد». دن گارسیا در این باره می‌نویسد: «این پل نیز از بناهای الله‌وردی‌خان گرجی است و با این‌که دشمنان و بدخواهانش می‌گویند این بنا با پول ساخته شده است، نمی‌توانند انکار کنند که بانی شخص اوست. اما باور عموم مردم این است که الله‌وردی‌خان پل را به خرج خود ساخته است».
یکی از شعرای دورهٔ صفویه به نام  علی نقی کمره‌ای تاریخ بنای پل را در شعری به گونهٔ ماده تاریخ، سال ۱۰۰۵ هجری به حساب آورده است و این سال، درست هم‌زمان با روزهایی است که خیابان بی‌همتای چهارباغ هم ساخته شده است. سی‌وسه‌پل، چهارباغ عباسی را به چهارباغ بالا متصل می‌کند.
این اثر در تاریخ ۱۵ دی ۱۳۱۰ با شمارهٔ ثبت ۱۱۰ به‌عنوان یکی از آثار ملی ایران به ثبت رسیده است.
بر اساس نظر کارشناسان زمین‌شناسی و میراث‌فرهنگی مصالح، پایه و فونداسیون این پل به گونه‌ای طراحی شده که استحکام آن تنها در رطوبت است و خشکی ادامه‌دار رودخانه در درازمدّت امکان خطر برای سی‌وسه‌پل را بسیار فراوان می‌نمایید.

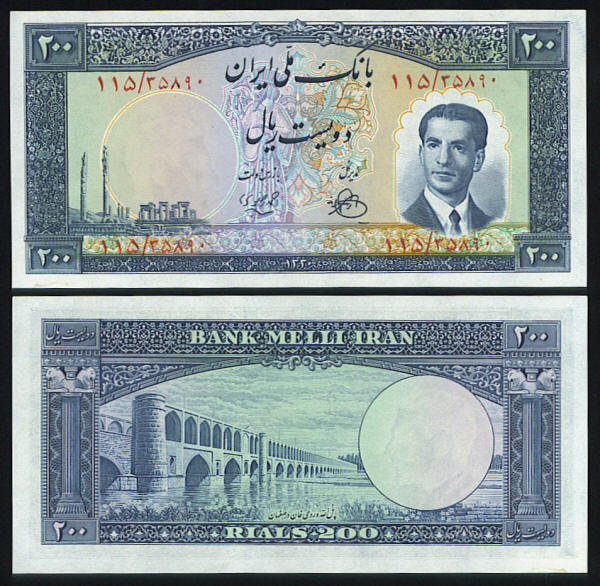
دویست ریالی - پشت اسکناس عنوان: پل الله‌وردی‌خان در اصفهان

سی‌وسه‌پل اصفهان

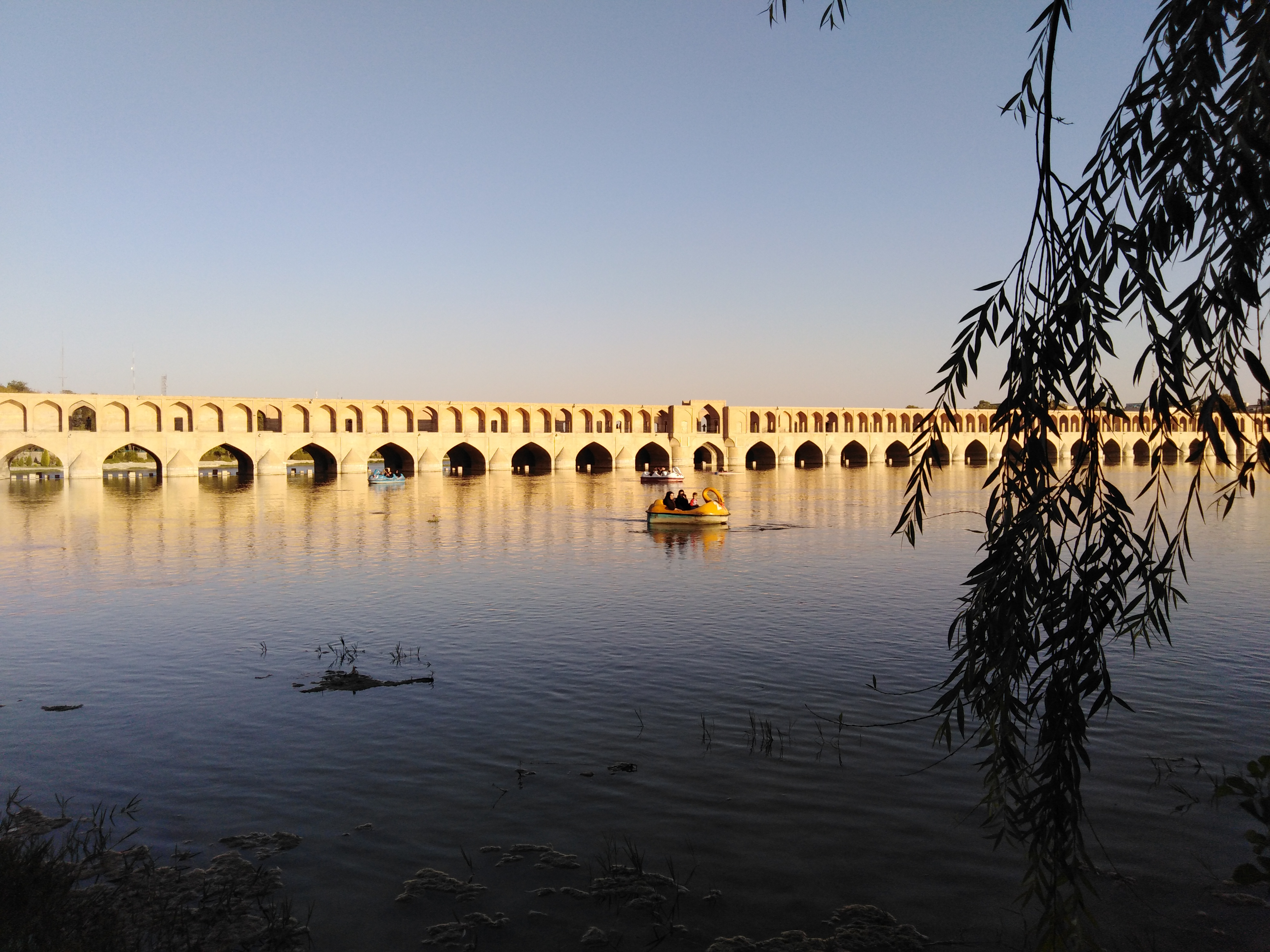
اصفهان - پل تاریخی الله‌وردی‌خان یا سی‌وسه‌پل

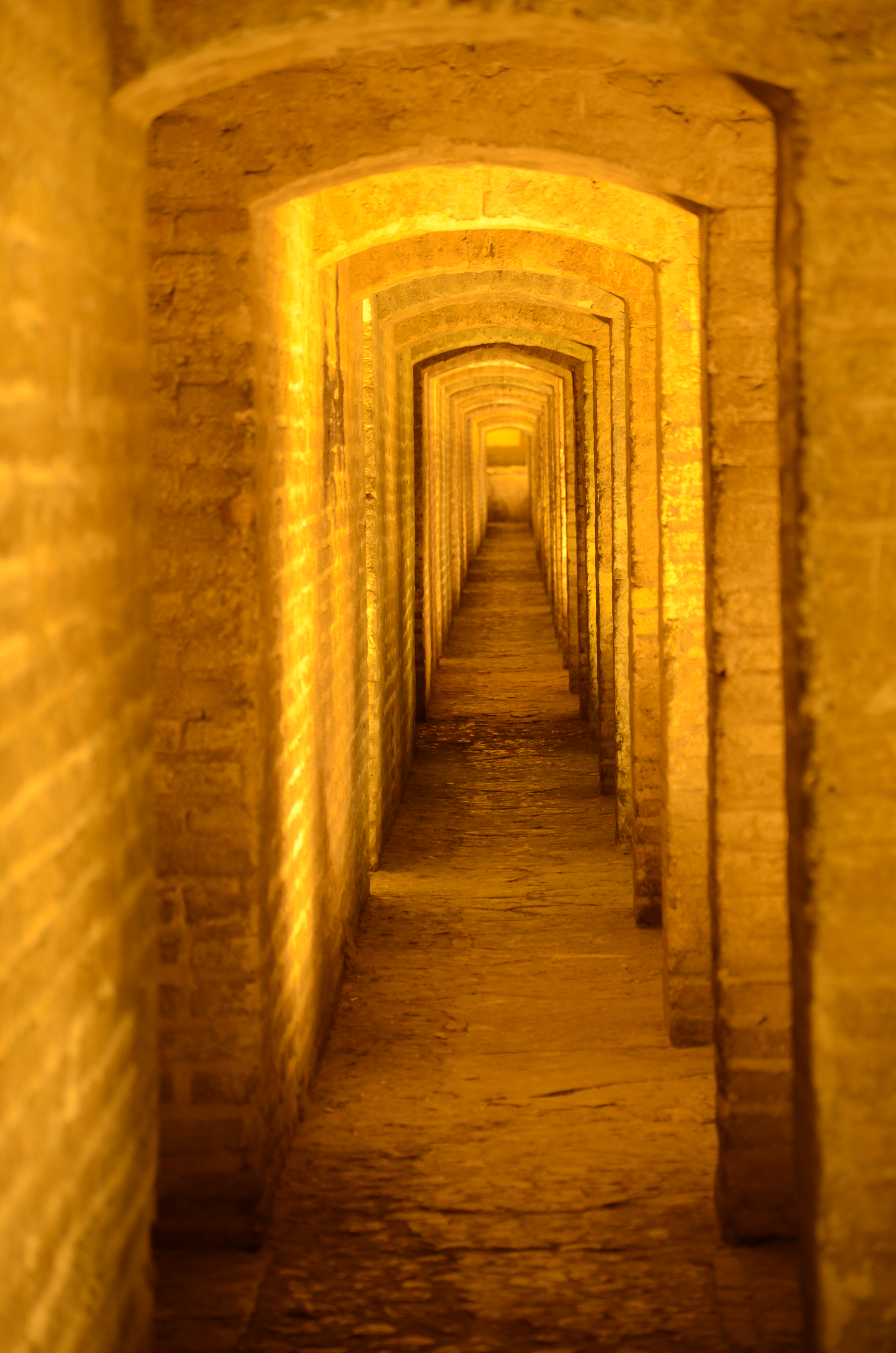
اصفهان - سی‌وسه‌پل

## نگارخانه

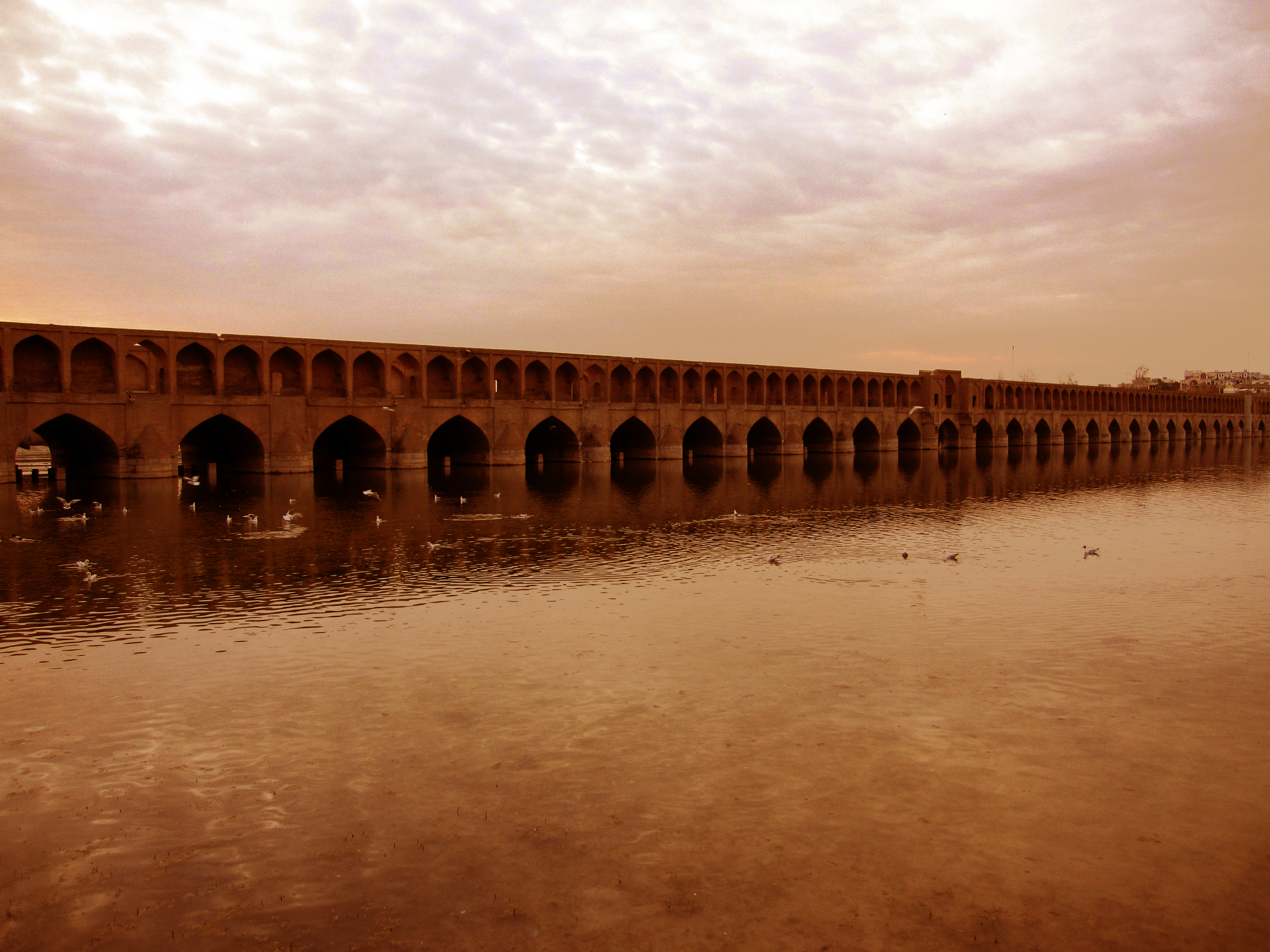
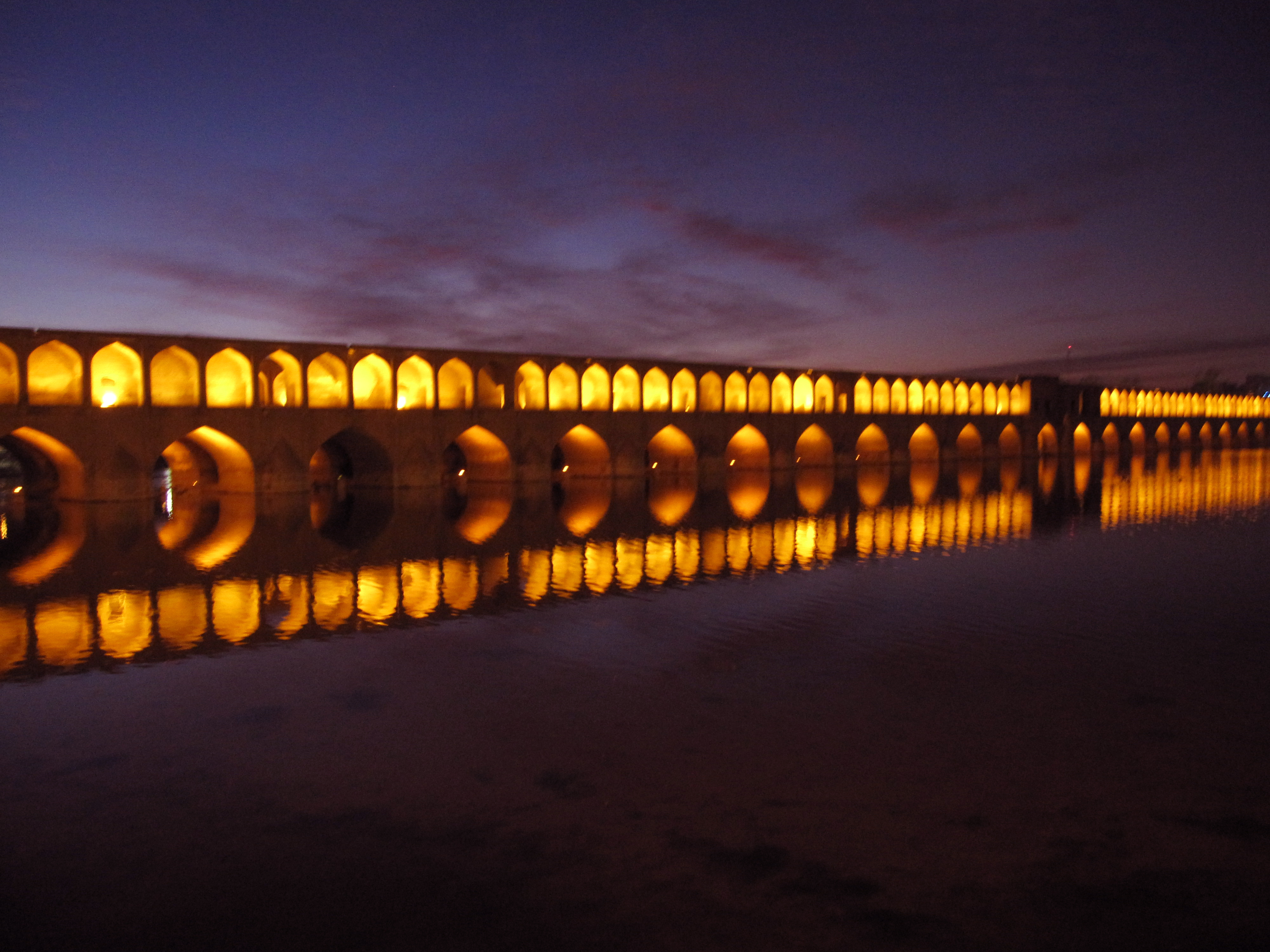
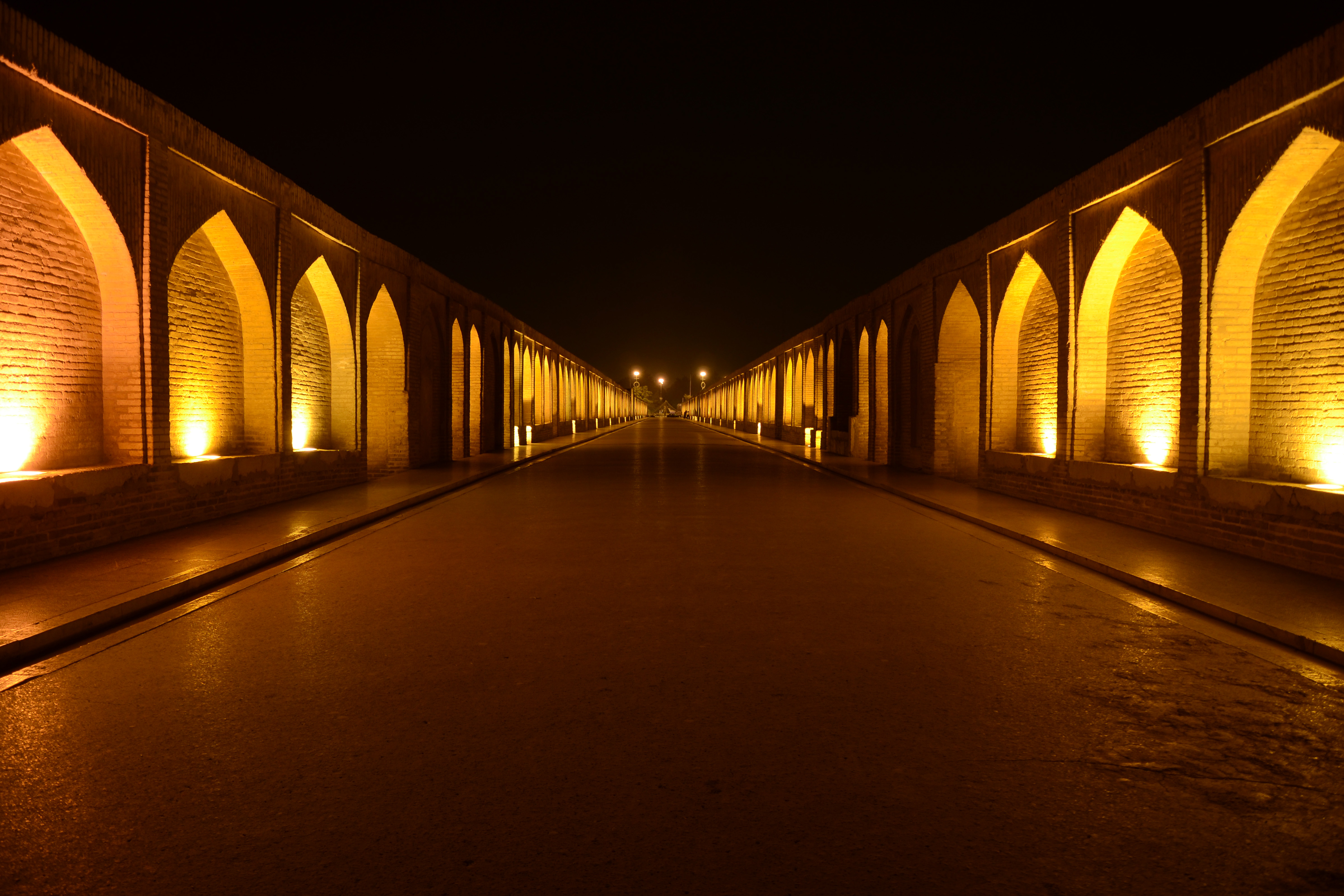
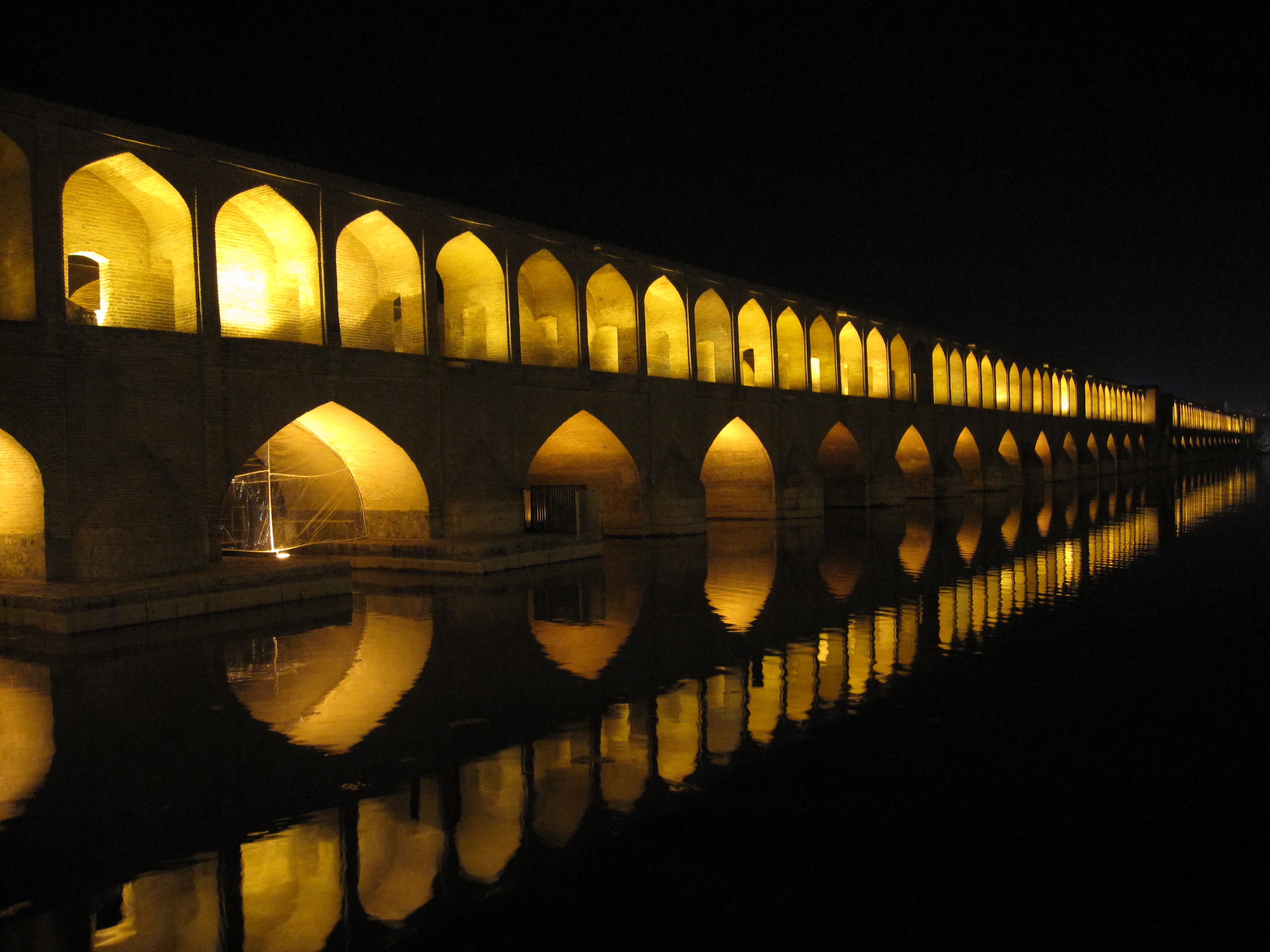
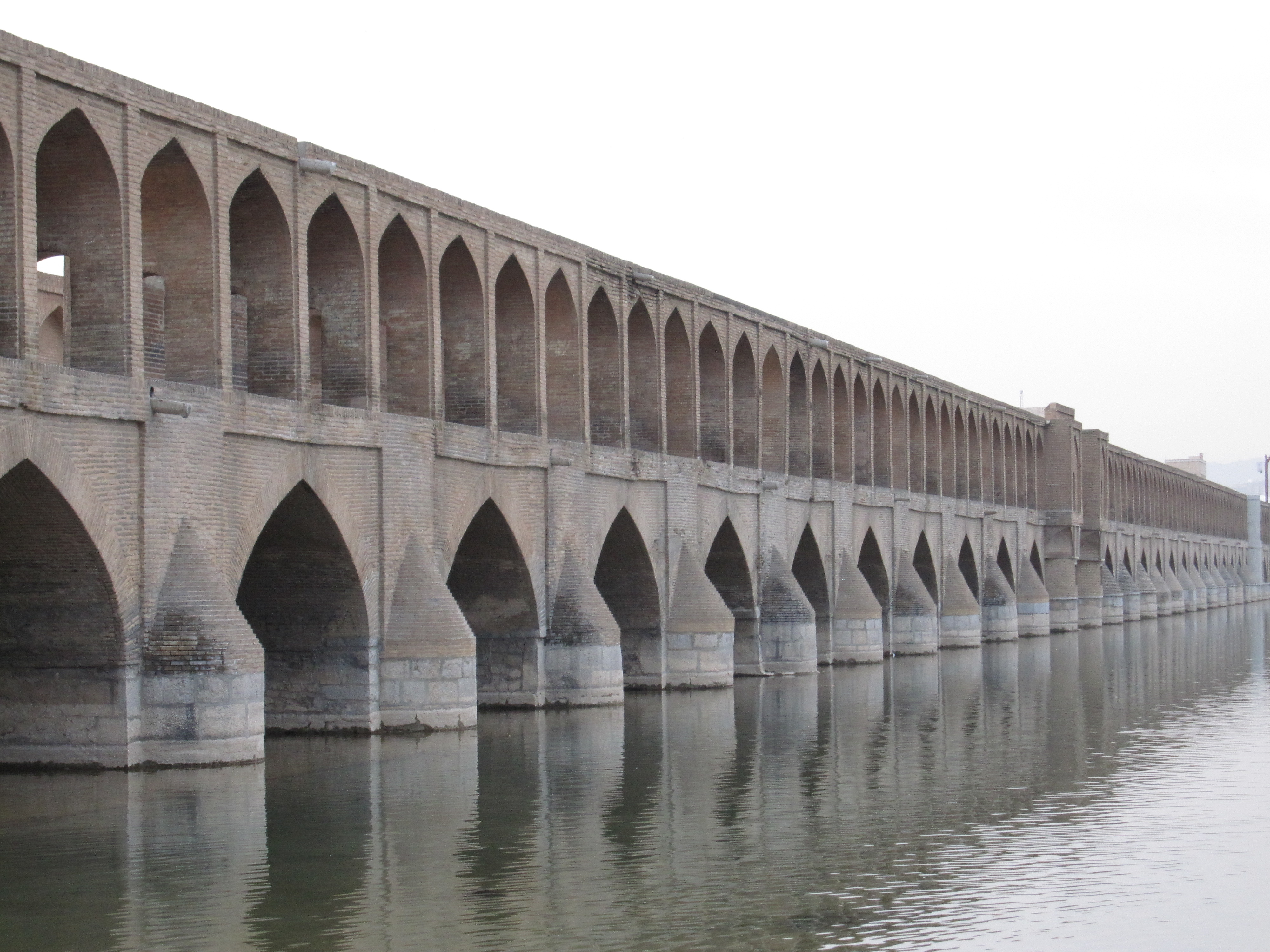
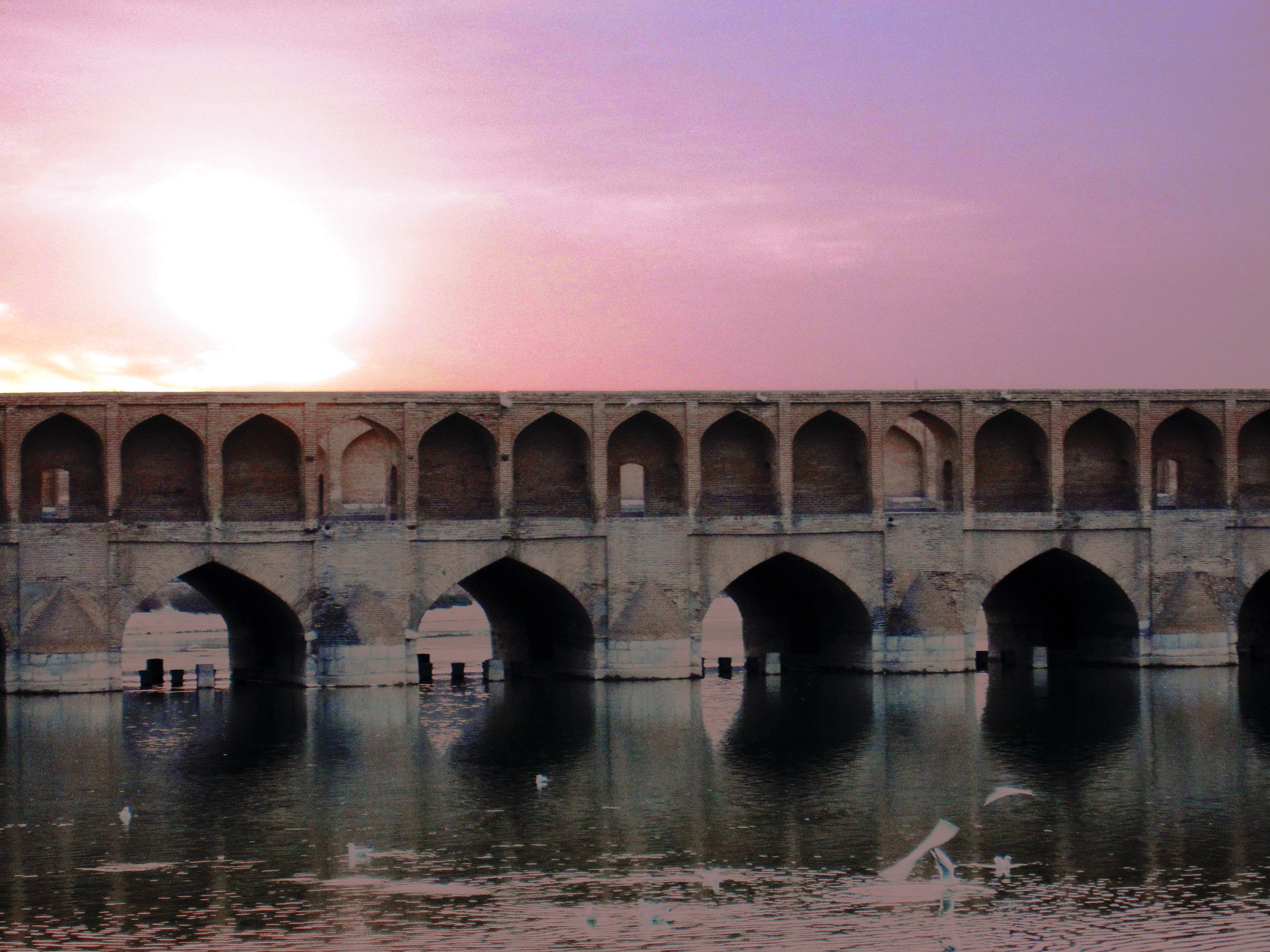
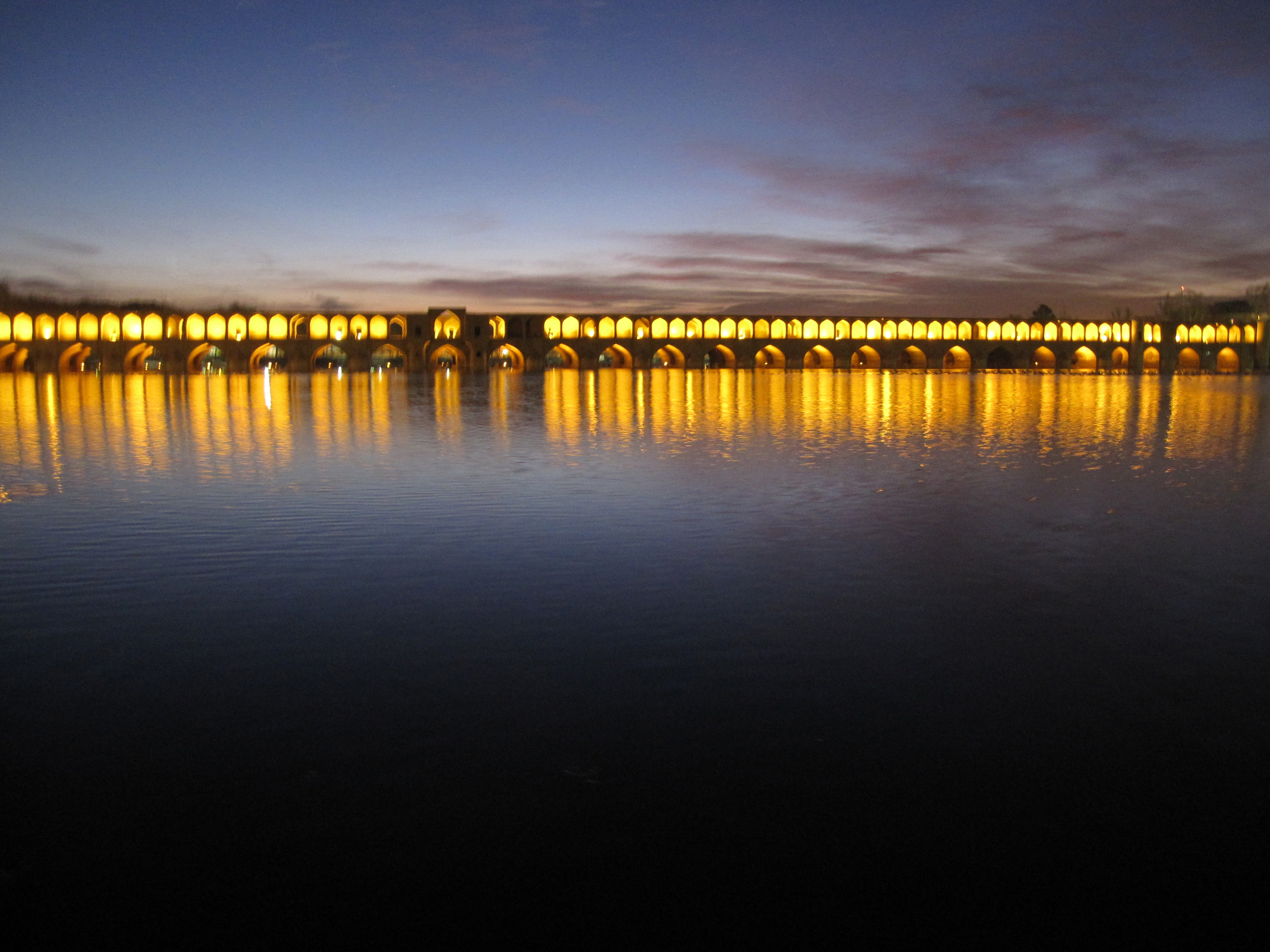
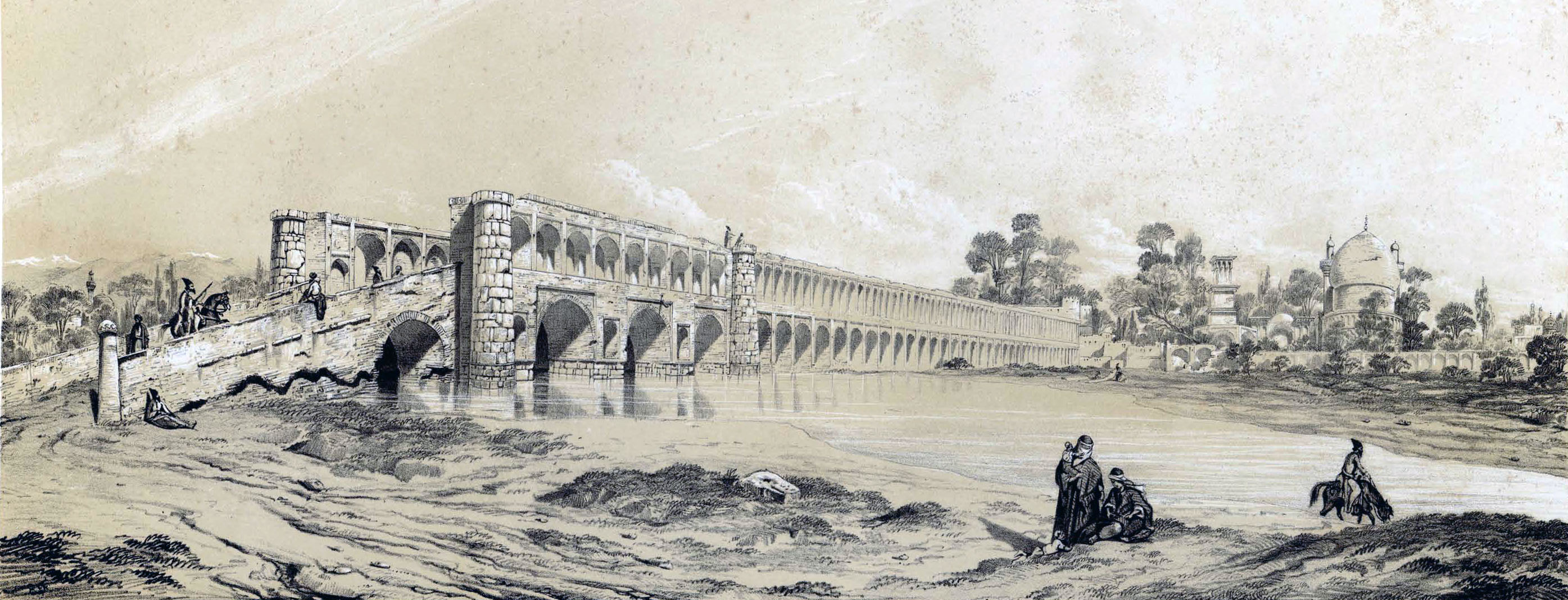
سی‌وسه‌پل در دوره محمد شاه قاجار اثر اوژن فلاندن
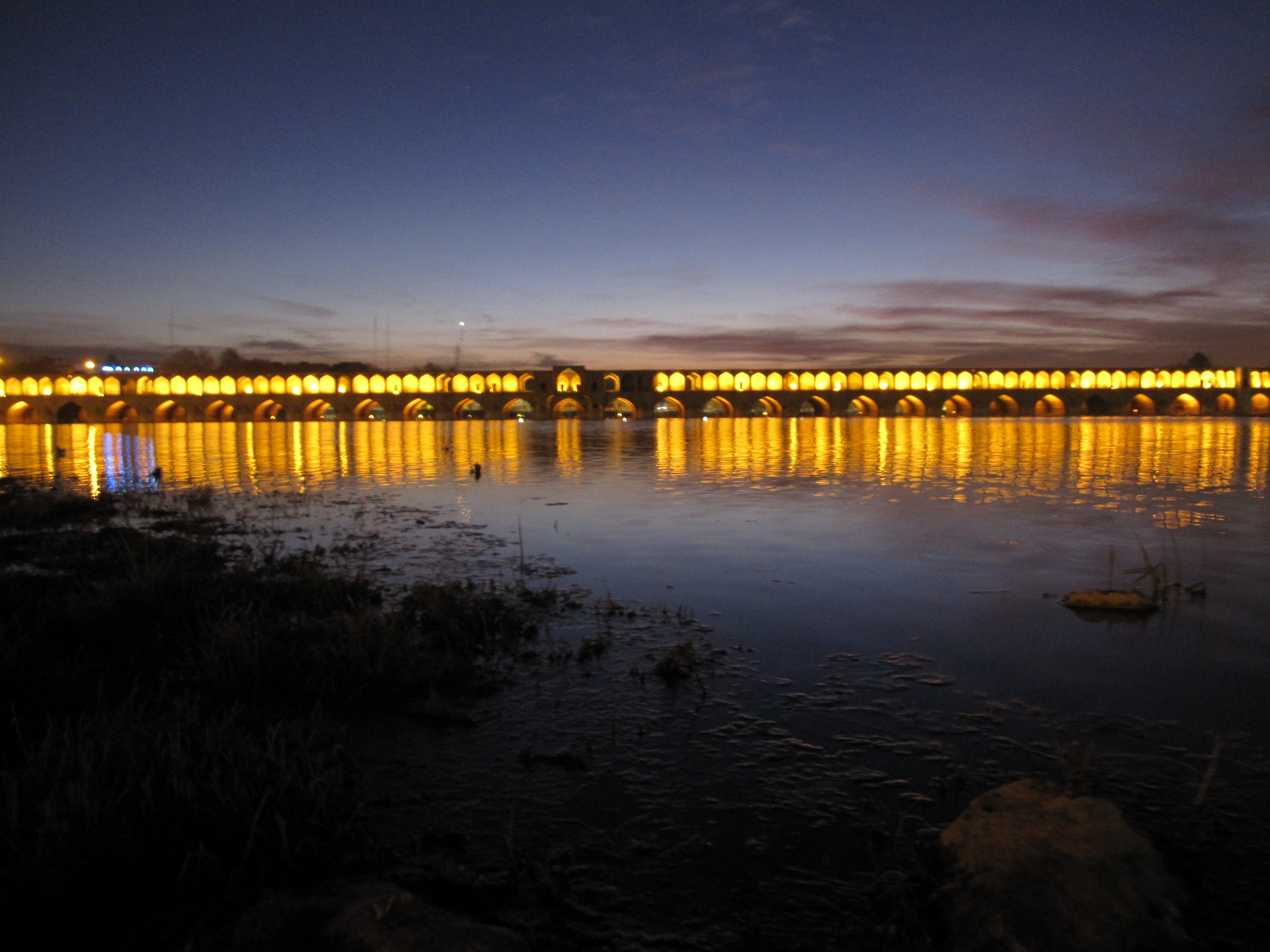
نمای سی‌وسه‌پل در شب.
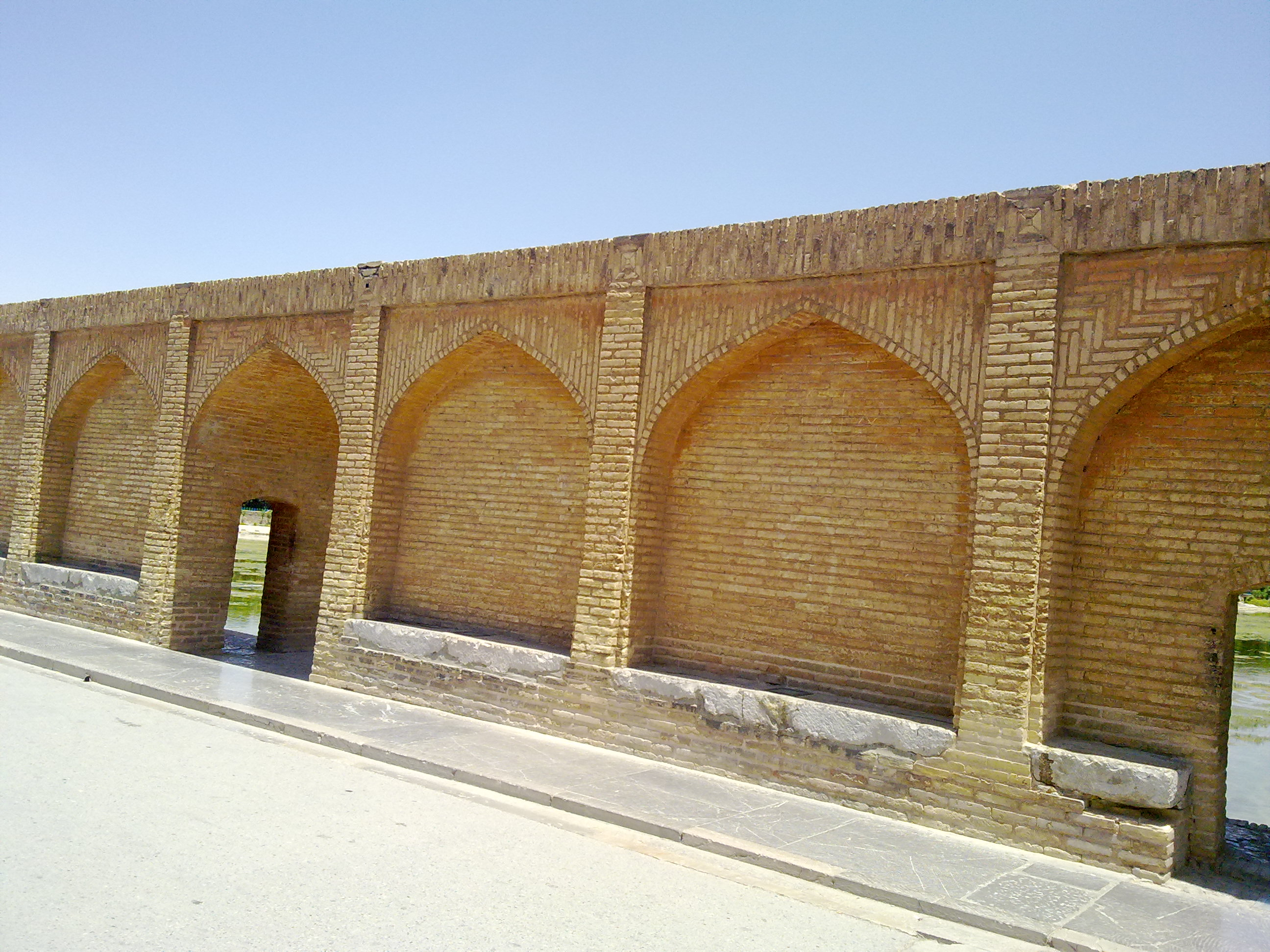
بر روی پل در روز
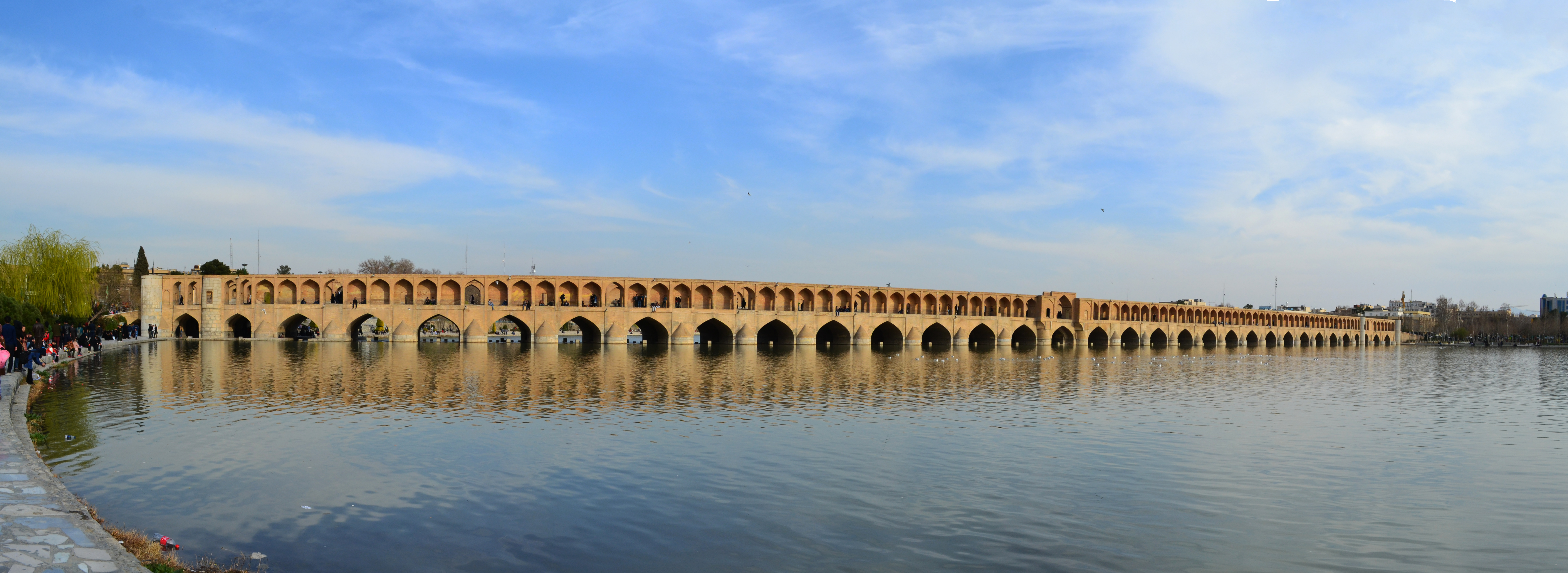
سراسرنما
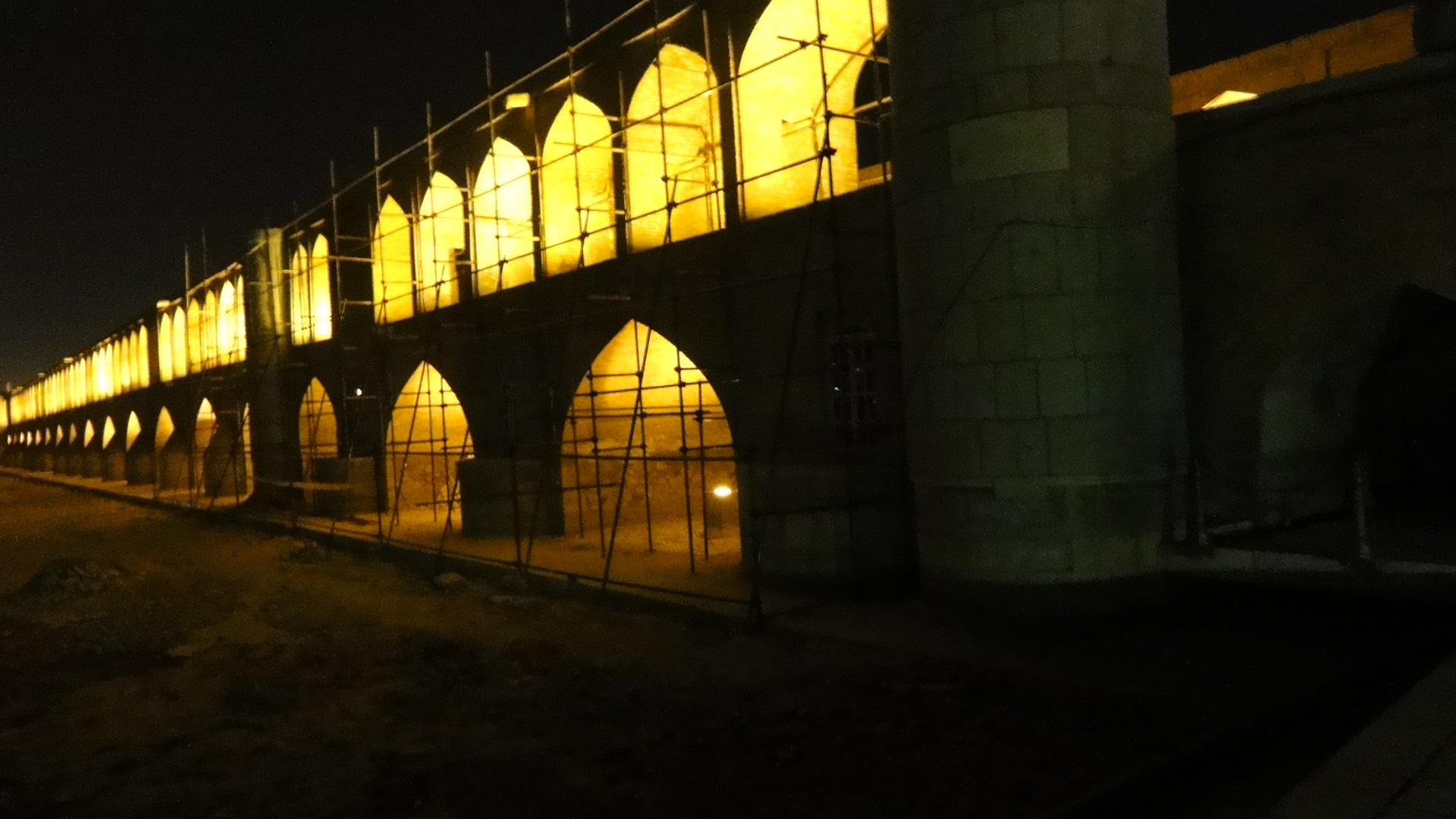
بازسازی پل
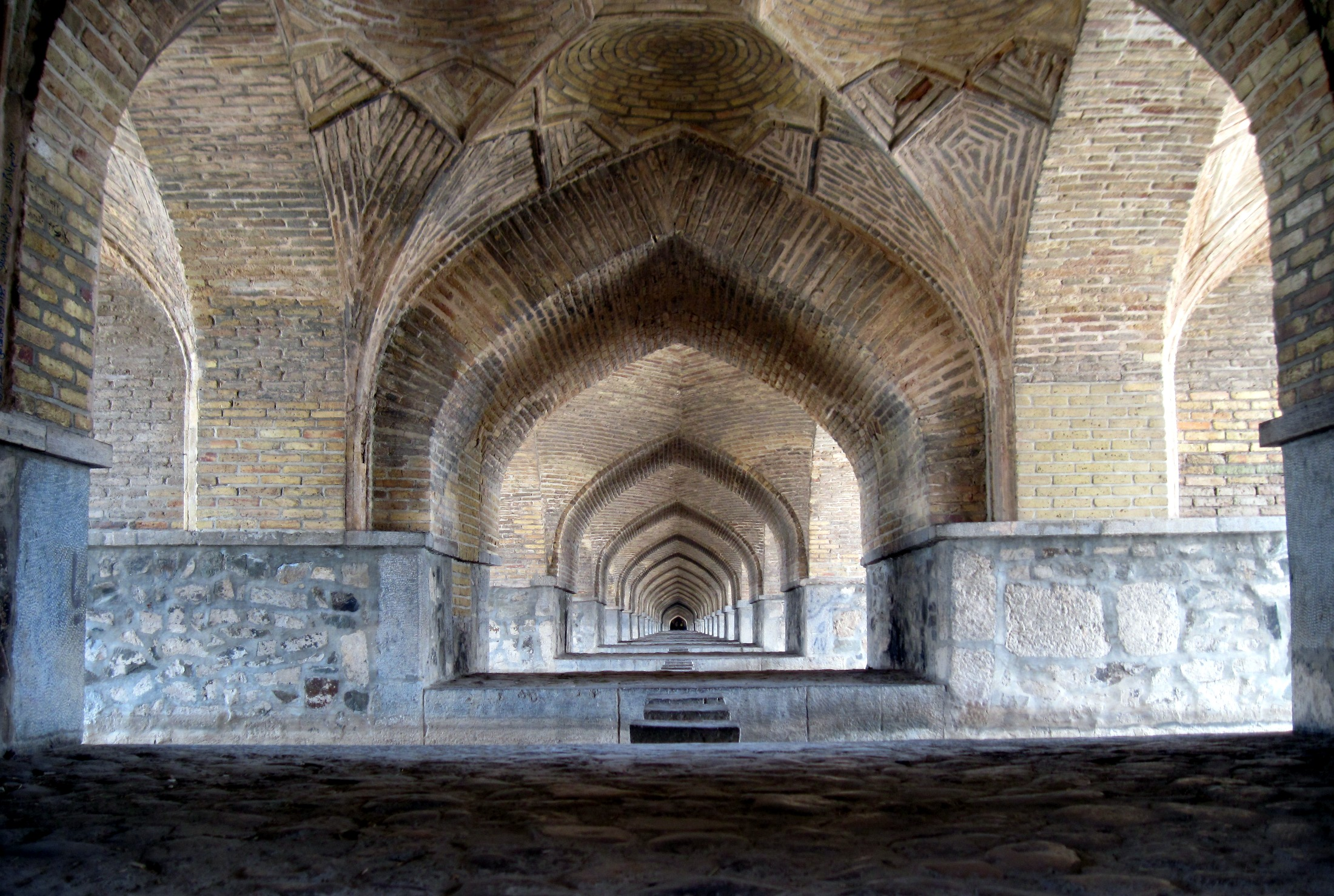
نمایی از لایه زیرین پل
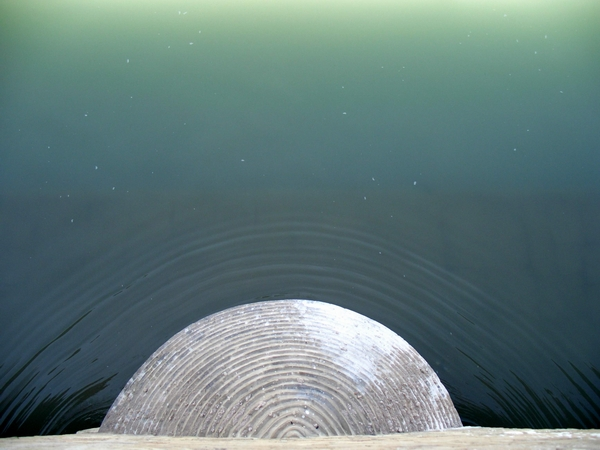
نمایی از بالای یکی از پل‌ها
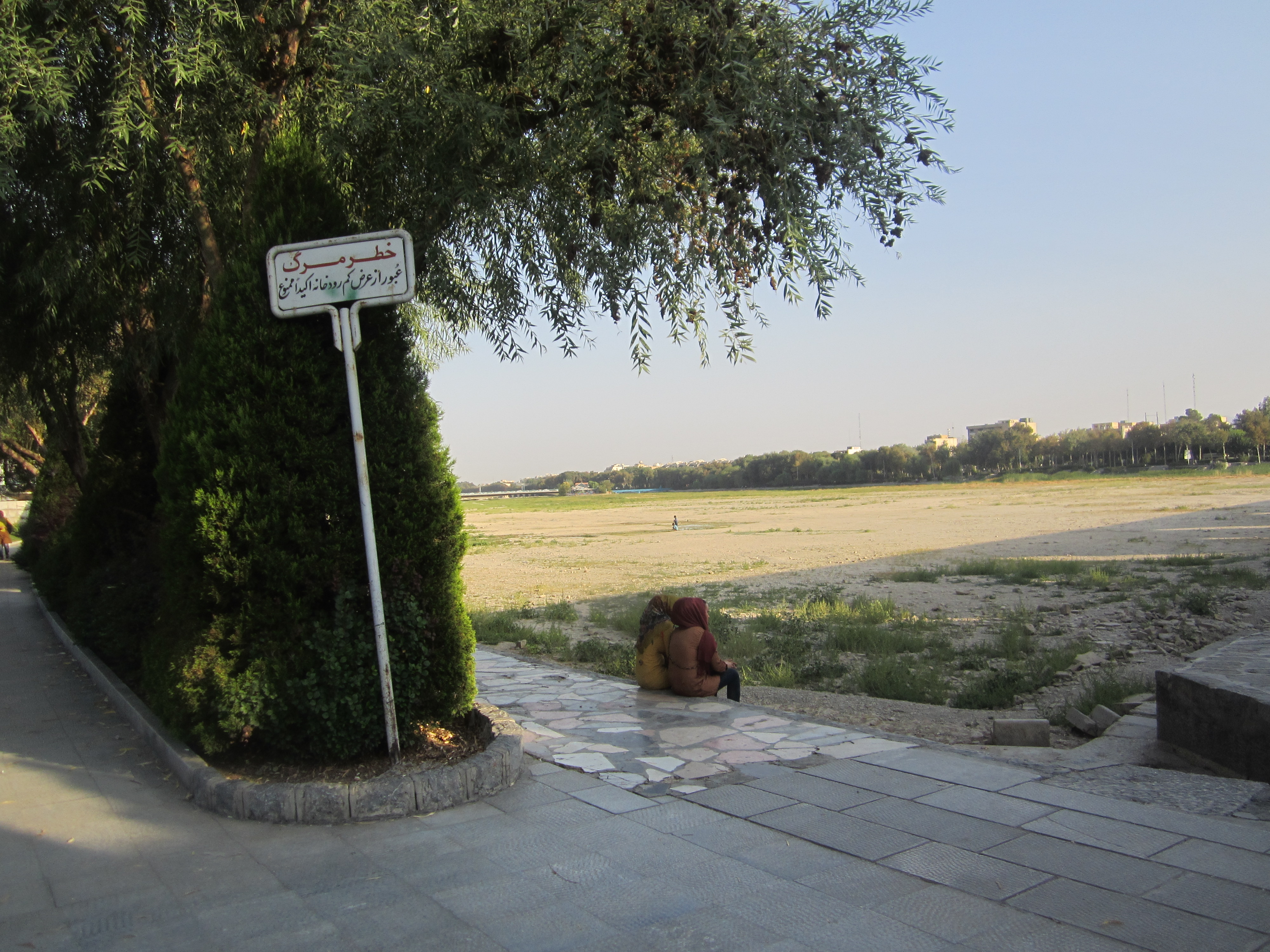
نمایی از حوزهٔ رودخانه و پل در زمان خشک شدن
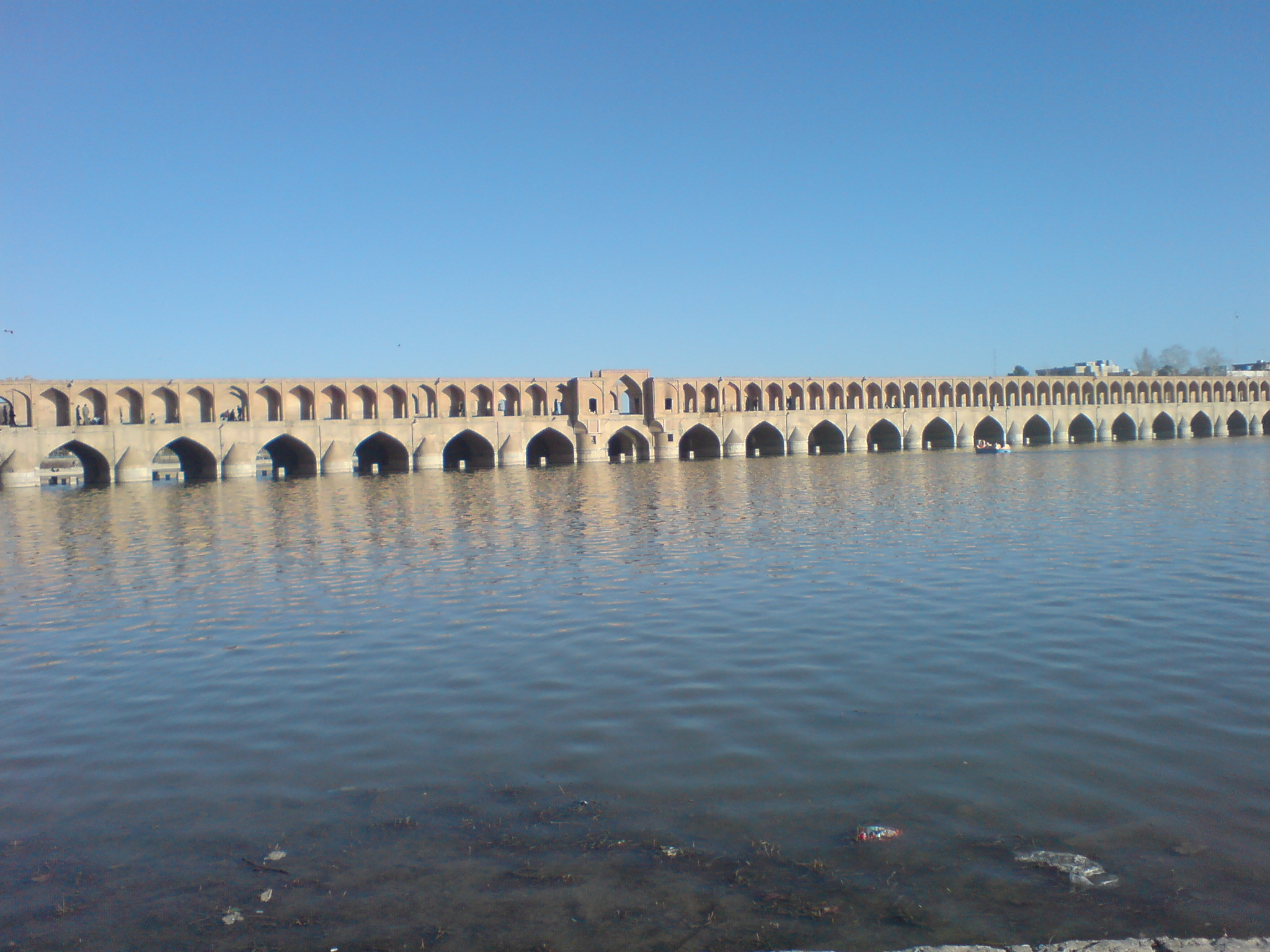
نمایی از سی‌وسه‌پل
سی‌وسه‌پل ۱۳۸۲ خورشیدی
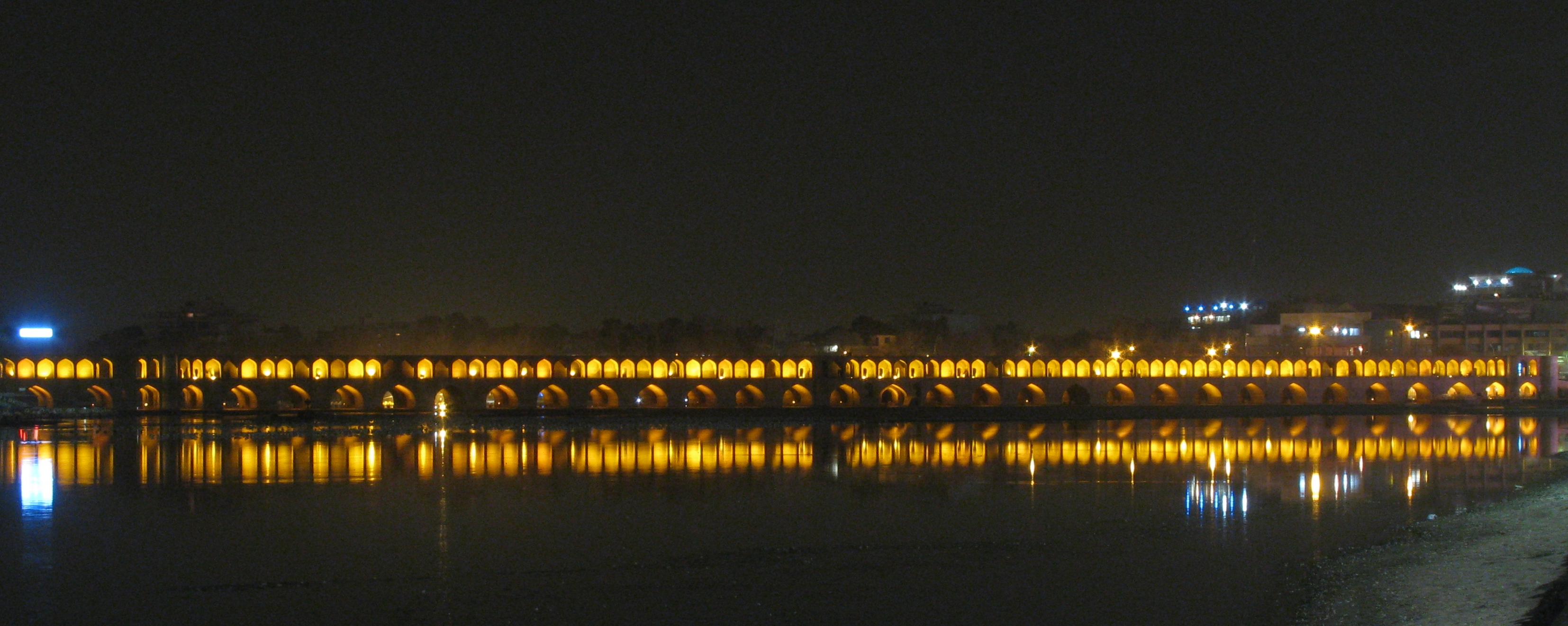
نمایی از سی‌وسه‌پل در شب
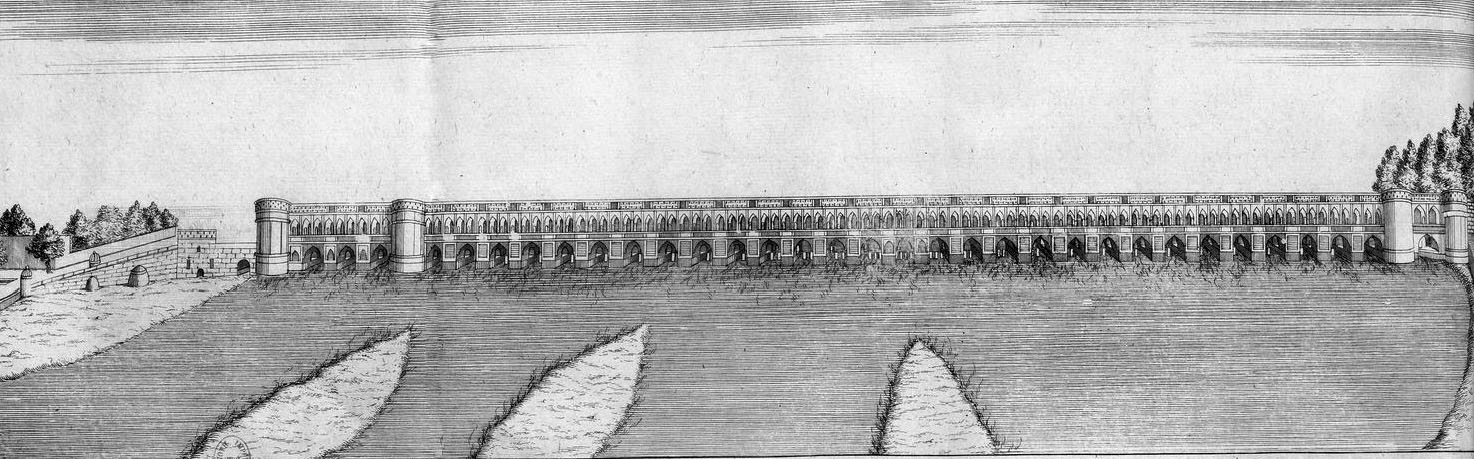
نقاشی از «سی‌وسه‌پل» در سده هفدهم میلادی اثر ژان شاردن
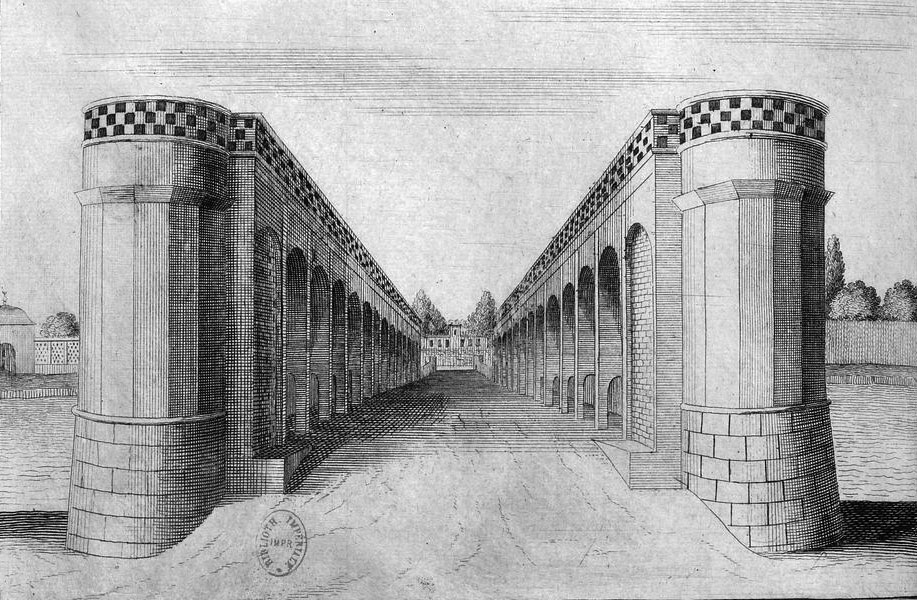
نقاشی از روی «سی‌وسه‌پل» در سده هفدهم میلادی اثر ژان شاردن
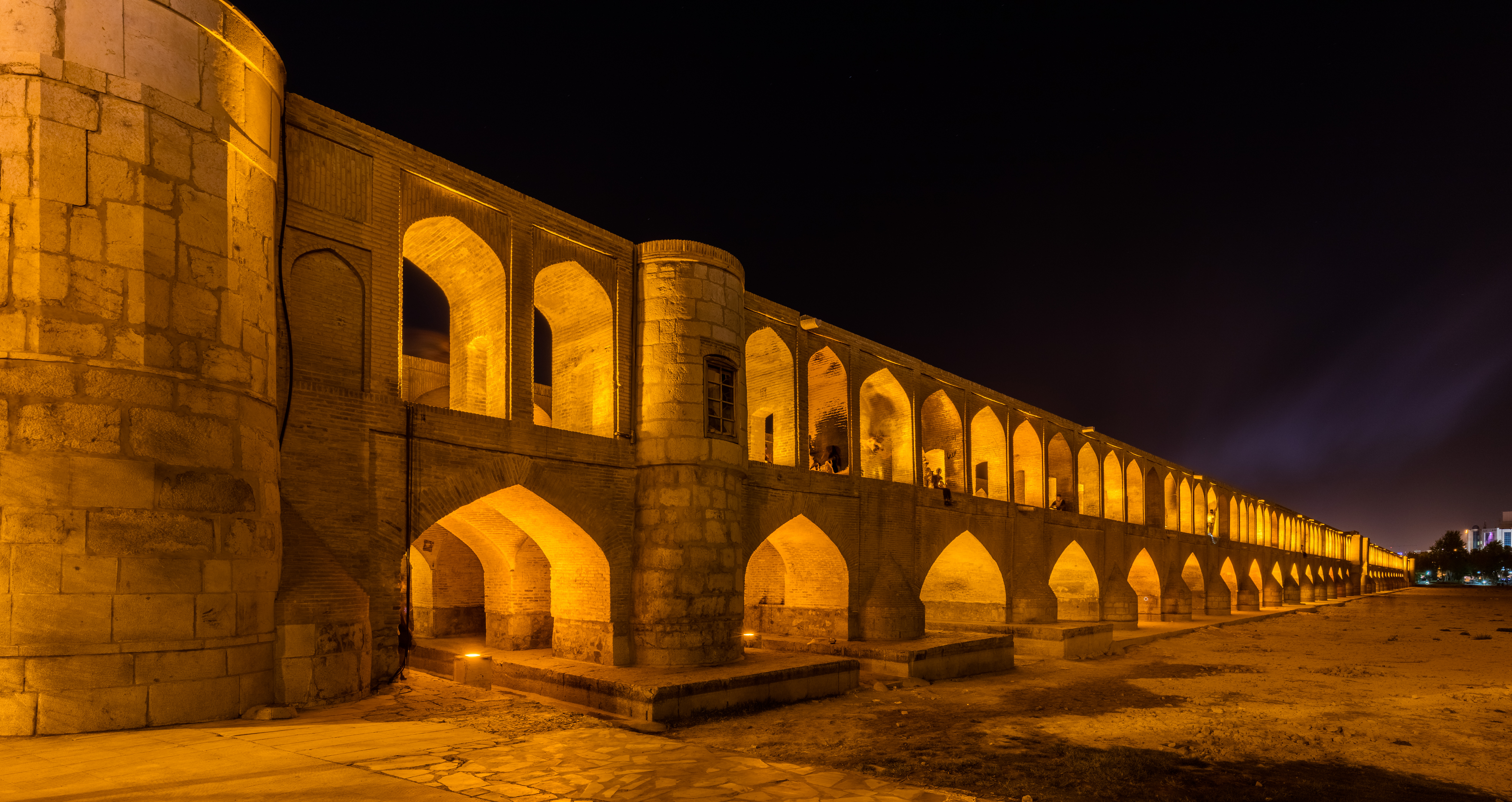
نمایی در شب از سی‌وسه‌پل در بستر بی‌آب زاینده‌رود
زاینده‌رود خشک و سی‌وسه‌پل
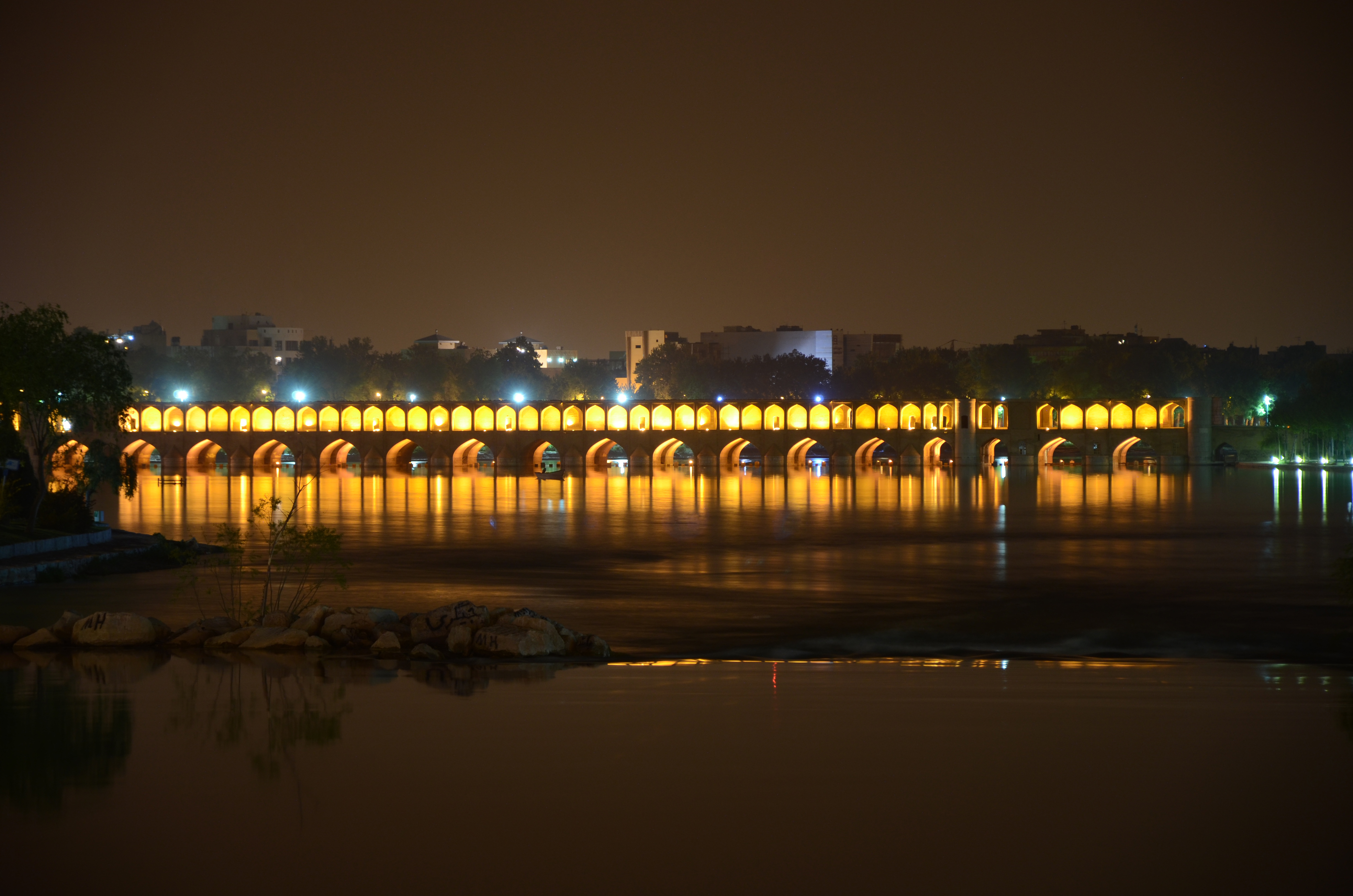
ایران - اصفهان - زاینده‌رود و سی‌وسه‌پل
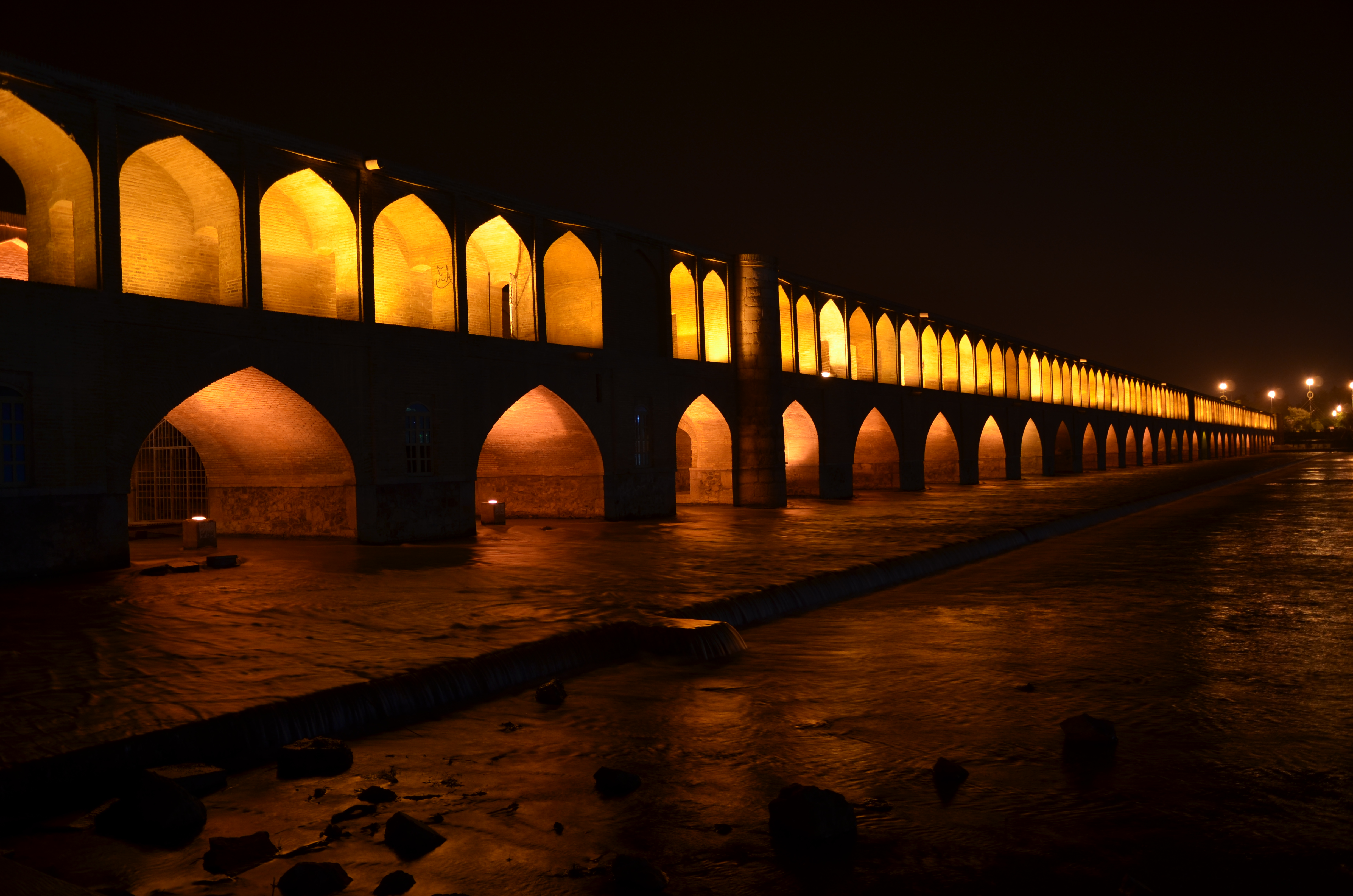
پل تاریخی الله‌وردی‌خان یا سی‌وسه‌پل - اصفهان - ایران
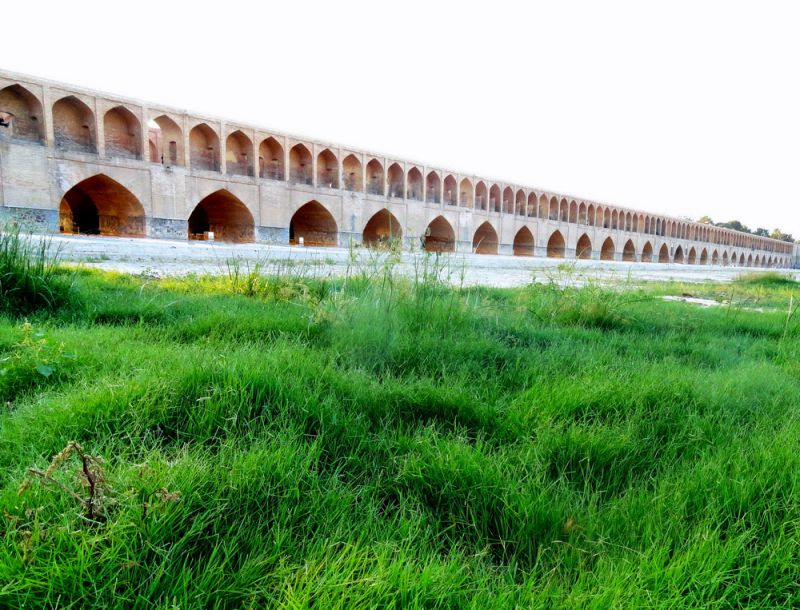
سی‌وسه‌پل و خشک شدن آب رودخانه
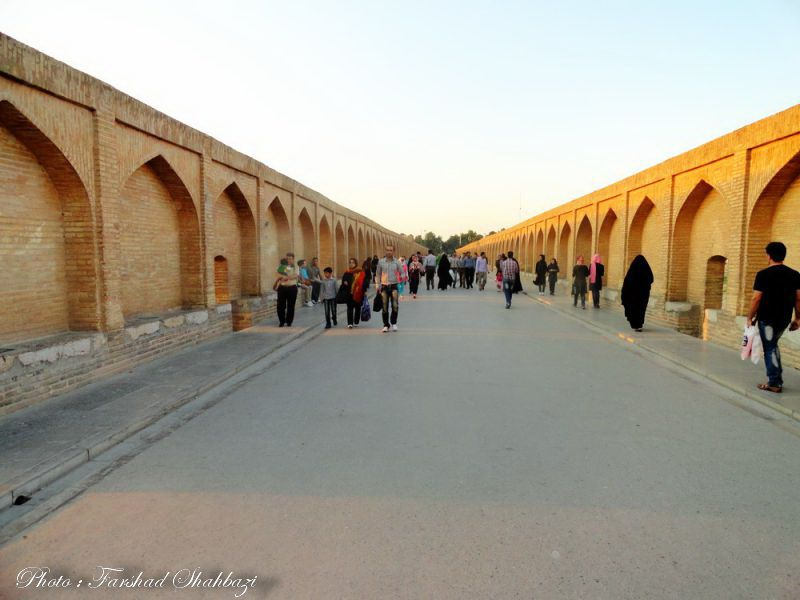
نمایی از مسیر روی سی‌وسه‌پل
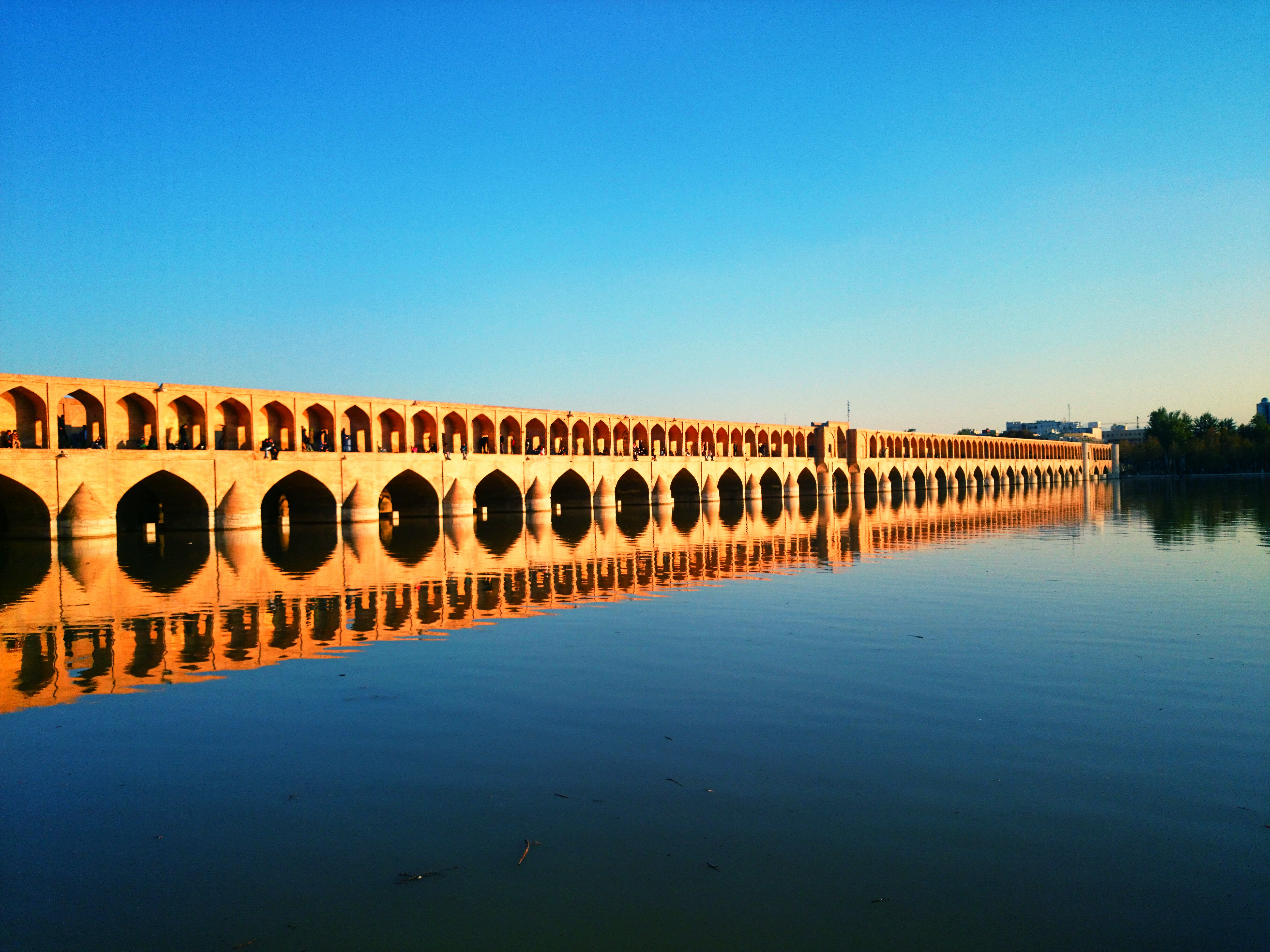
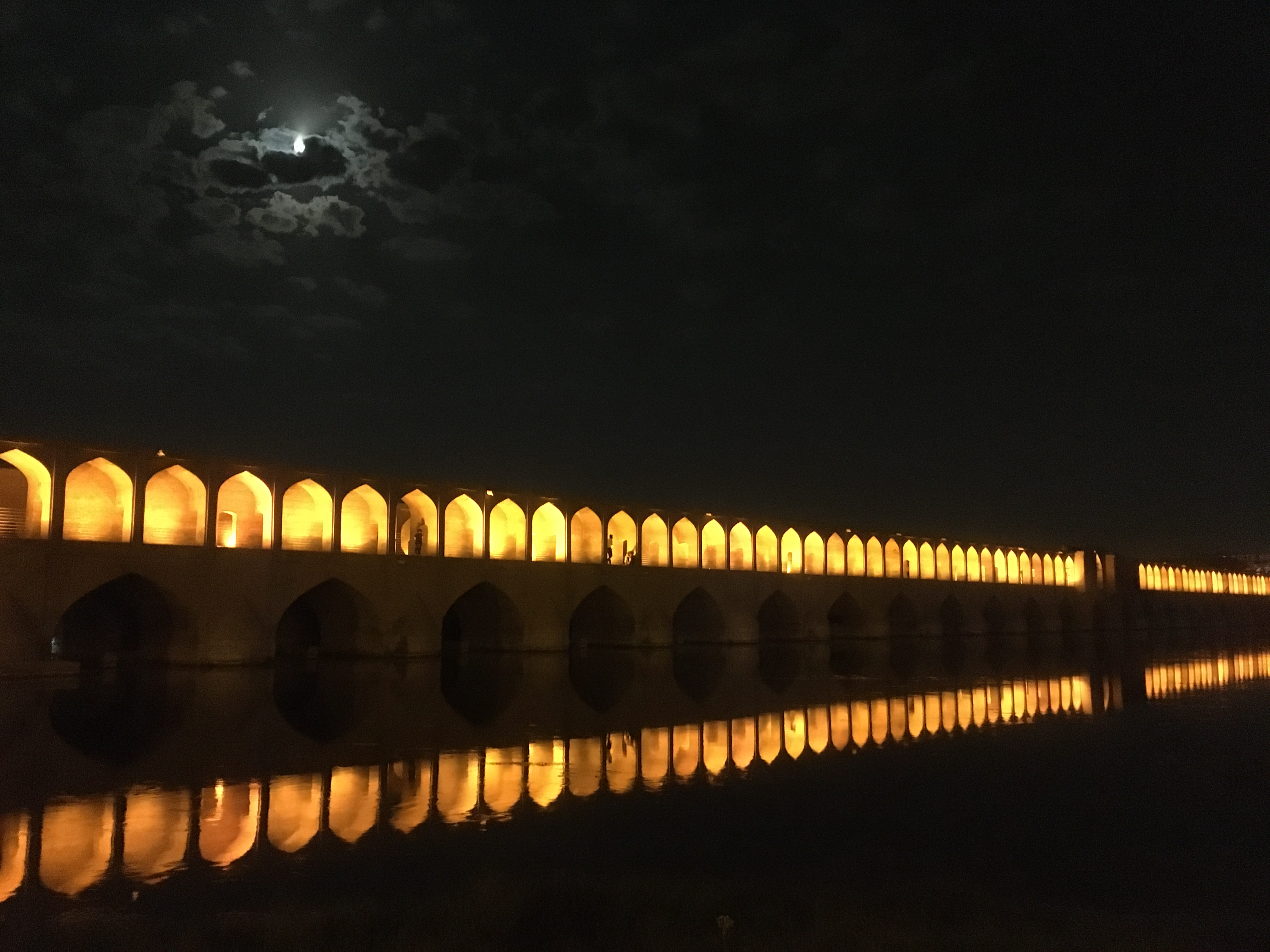
سی‌وسه‌پل در شب